# Trumeau (Pfeiler)

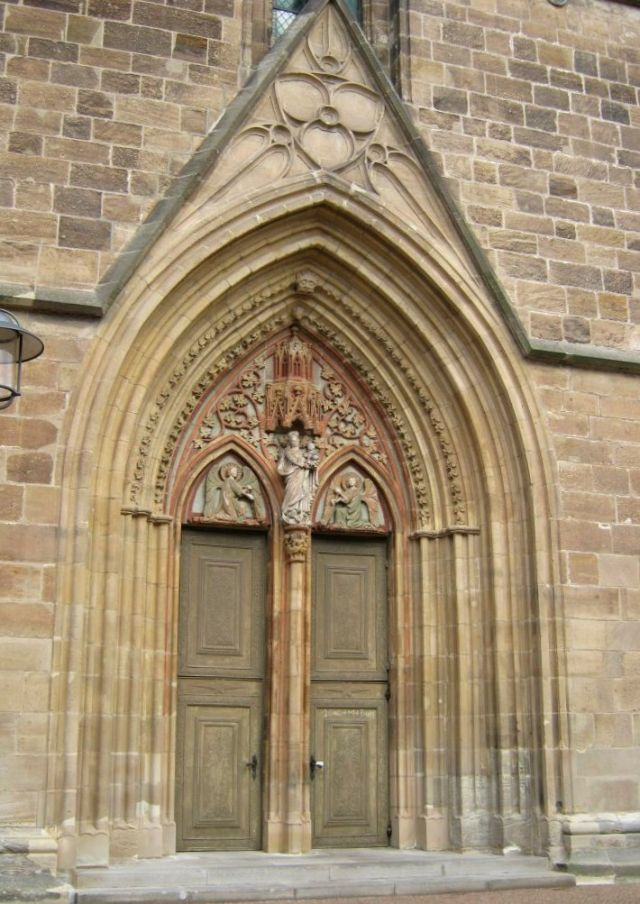
Trumeaupfeiler im Westportal von St. Cyriakus, Duderstadt

Der Ausdruck Trumeau oder Trumeaupfeiler („Mittelpfosten“) bezeichnet den mittleren Steinpfeiler eines Portals oder Fensters. Der kunsthistorische Begriff findet insbesondere Verwendung bei romanischen und gotischen Kirchenportalen.

## Funktion

### Portaltrumeau
Trumeaupfeiler waren in der Entwicklung der europäischen Architektur notwendig geworden, weil die Eingangsportale der großen Klosterkirchen und Kathedralen immer aufwändiger und breiter wurden, so dass sie eine Mittelunterstützung von Sturz und Tympanon erforderten.

### Fenstertrumeau

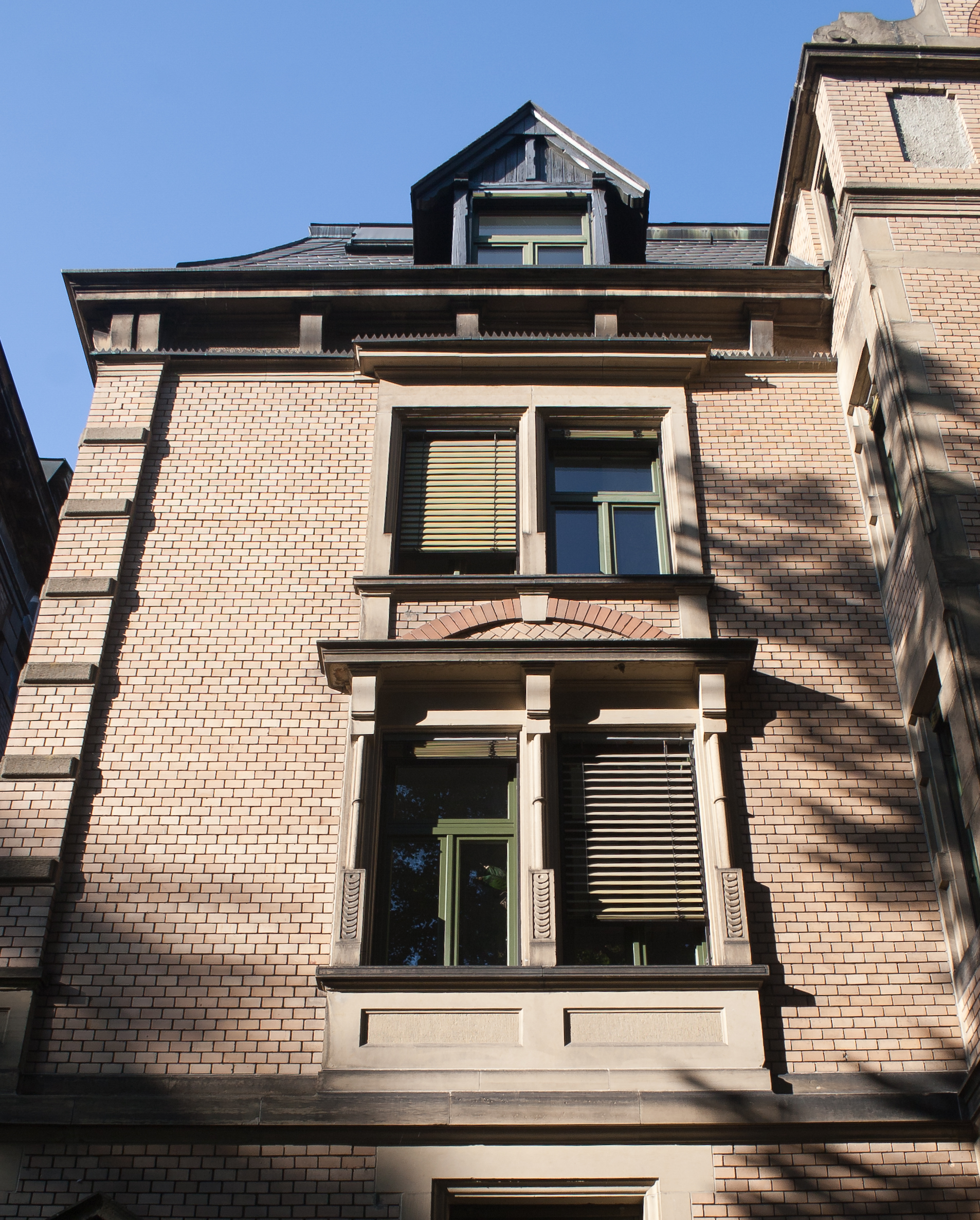
Neorenaissancefenster mit Fenstertrumeau, 1896 (Ulm, Heimstraße 17)

Dieselbe baustatische Funktion erfüllen auch Trumeaus als mittlere Steinpfeiler in breiten Fenstern. Johann Friedrich Penther nannte den Fenstertrumeau Mitte des 18. Jahrhunderts auch Jambe. Vgl. auch Kreuzstockfenster.

## Trumeaufigur
Häufig ist der Trumeaupfeiler eines Kirchenportals durch eine vorgesetzte Figur („Trumeaufigur“) geschmückt – oft ist der Schutzpatron der Kirche dargestellt, seit Beginn des 13. Jahrhunderts auch eine Christus- oder Madonnenfigur. In einigen wenigen Fällen (Moissac, Souillac) ist der Trumeaupfeiler als „Bestienpfeiler“ gestaltet. Manche Trumeaupfeiler wurden später entfernt, weil sie den in Prozessionen der Barockzeit mitgeführten Baldachinen im Wege waren, andere wurden in der französischen Revolution zerstört und zum Teil durch Nachahmungen im 19. Jahrhundert ersetzt.

### Beispiele
- Romanischer „Bestienpfeiler“ der Abtei Saint-Pierre in Moissac, um 1120–30
- „Sklaven“ als Träger des Türsturzes an der Abteikirche St-Pierre (Beaulieu-sur-Dordogne), um 1130–40
- 4-Säulen-Trumeaupfeiler der Abtei Saint-Pierre in Carennac, um 1150
- Hl. Stephanus am mittleren Westportal der Kathedrale von Sens (Burgund), um 1200
- Hl. Anna am Mittelportal des Nordquerhauses der Kathedrale von Chartres, um 1205–10
- Christus am Mittelportal des Südquerhauses der Kathedrale von Chartres, um 1210–15
- „Beau Dieu“ am Nordquerhaus der Kathedrale von Reims, um 1230
- „Beau Dieu“ (Christus) am Westportal der Kathedrale von Amiens, um 1225–35
- Madonna am Nordquerhaus der Kathedrale Notre-Dame de Paris, um 1250
- „Vierge dorée“ (Goldene Madonna) am südlichen Querhaus der Kathedrale von Amiens, 1259–1269
- Madonna am Hauptportal des Freiburger Münsters, um 1300
- Madonna am Portal der Chartreuse de Champmol bei Dijon, um 1390. Auf die Trumeau-Madonna beziehen sich jetzt nicht nur Heilige, sondern auch die profanen Stifterfiguren an den Gewänden.

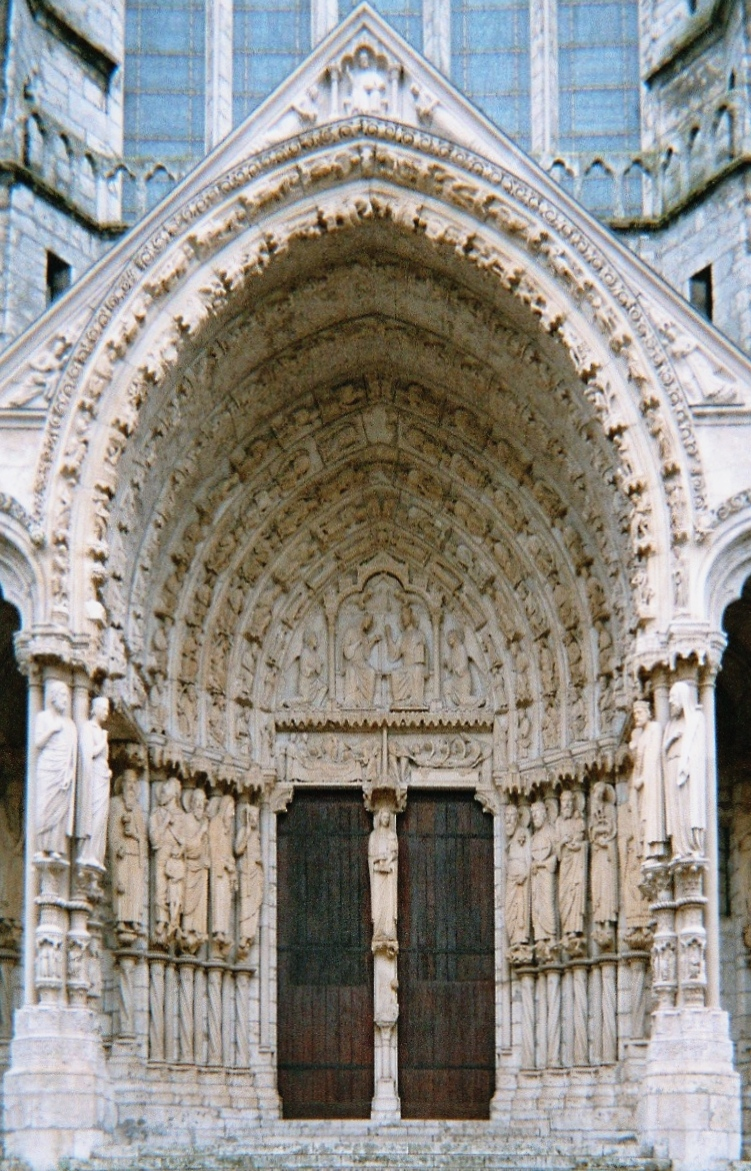
Der Trumeaupfeiler des mittleren Nordquerhausportals der Kathedrale von Chartres im Zusammenhang seines reichen Skulpturenprogramms, um 1205–1210
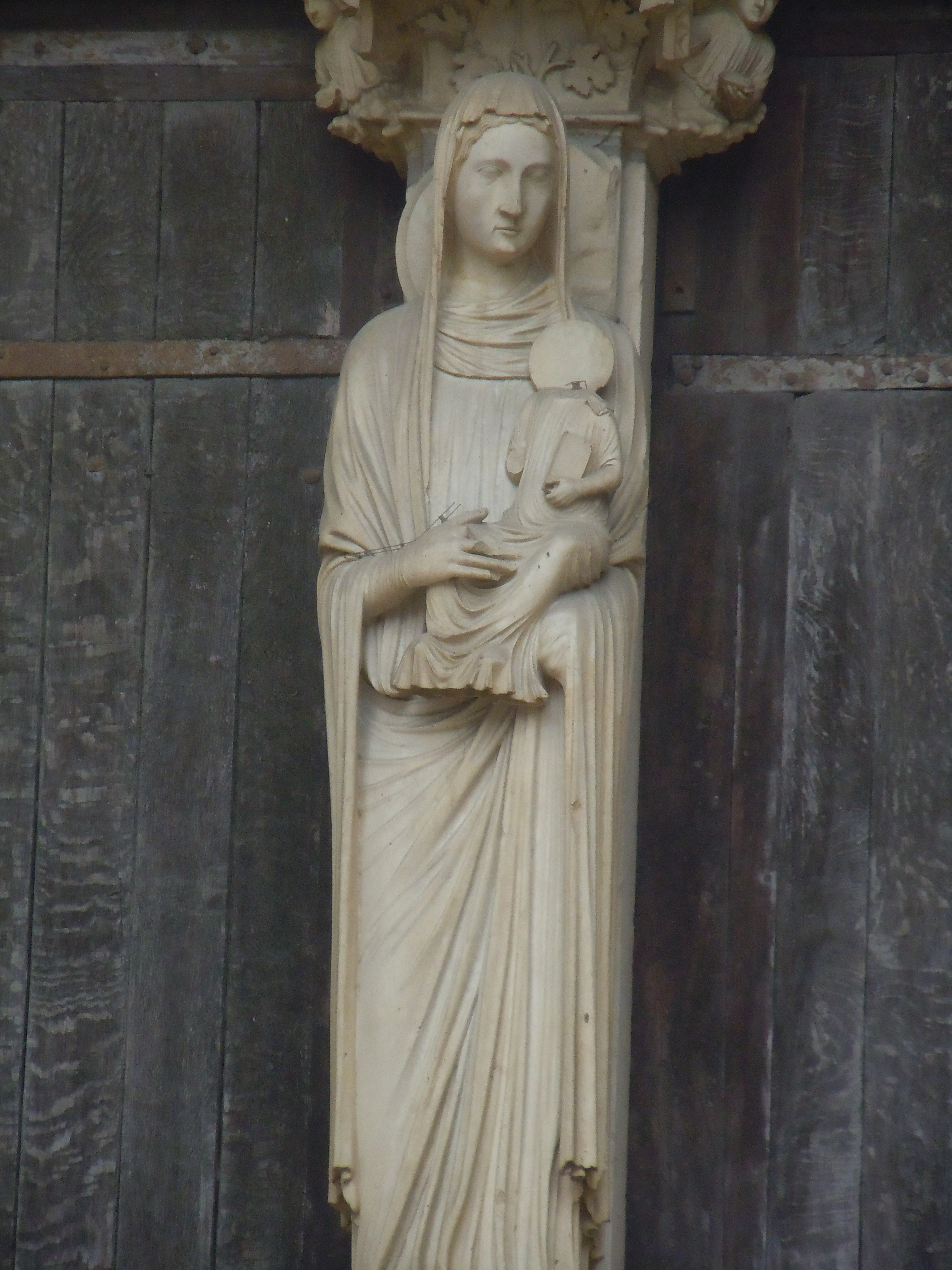
Hl. Anna am Mittelportal des Nordquerhauses der Kathedrale von Chartres, um 1205–10
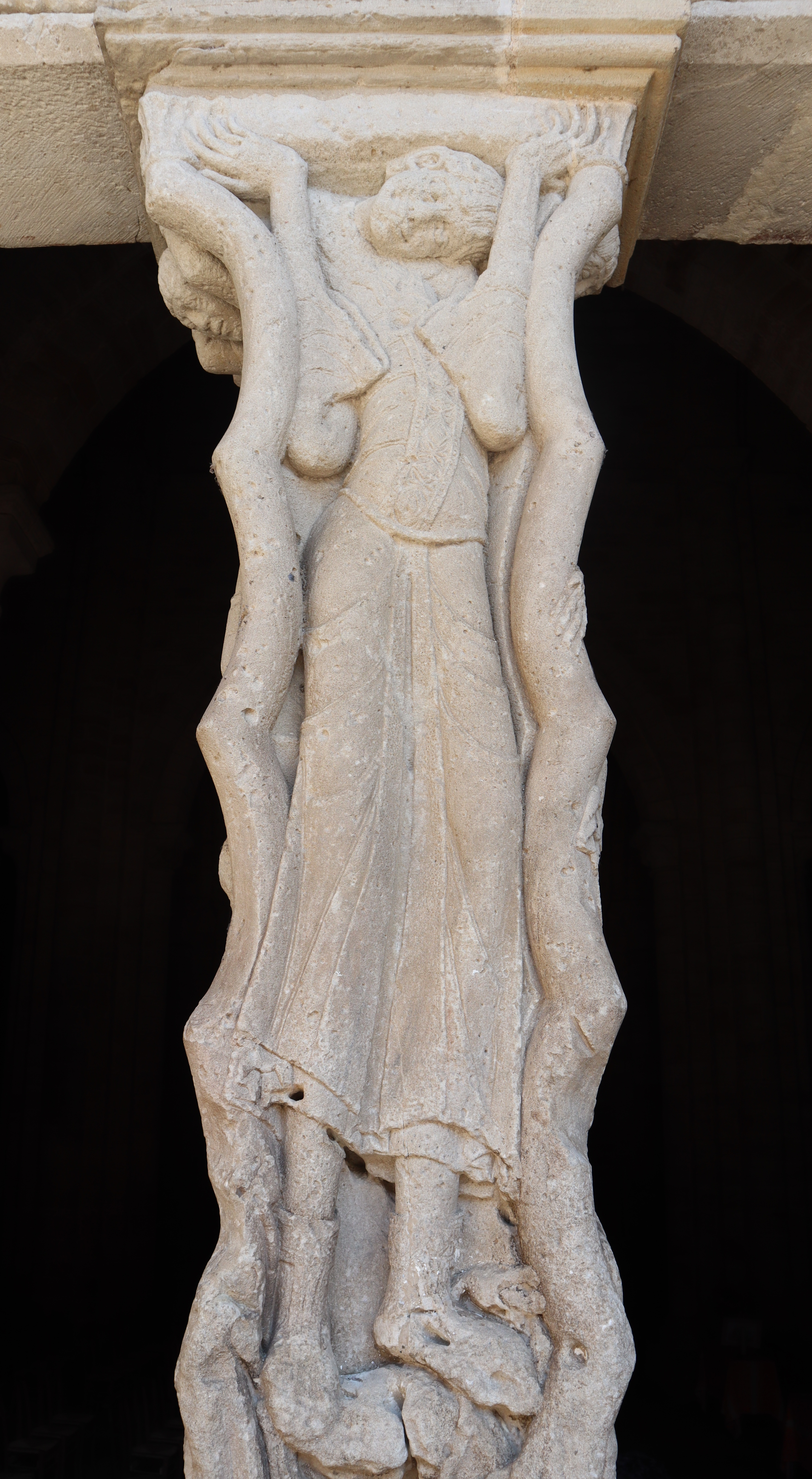
„Sklaven“ als Träger des Türsturzes an der Abteikirche St-Pierre (Beaulieu-sur-Dordogne), um 1130–40
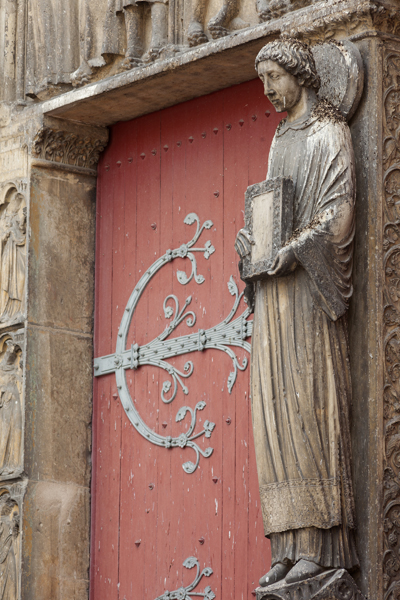
Hl. Stephanus am mittleren Westportal der Kathedrale in Sens, um 1200
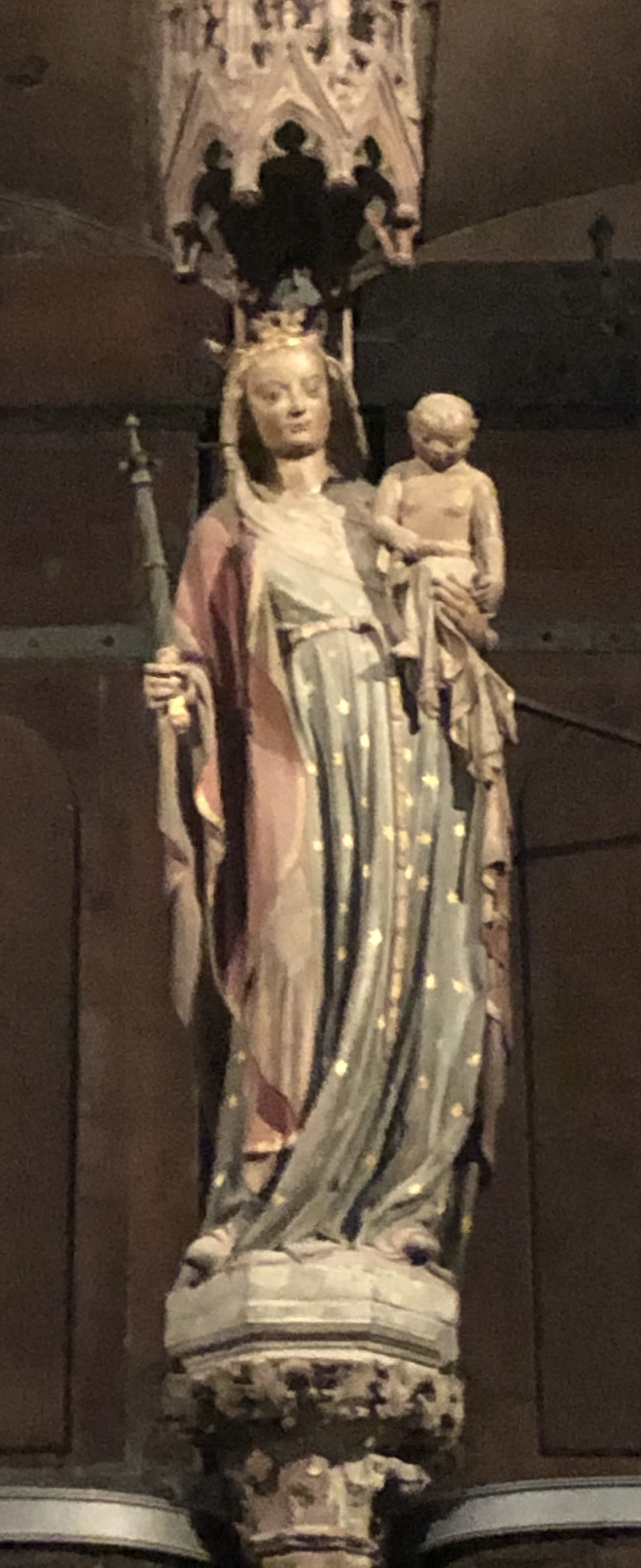
Madonna am Westportal des Freiburger Münsters, um 1300
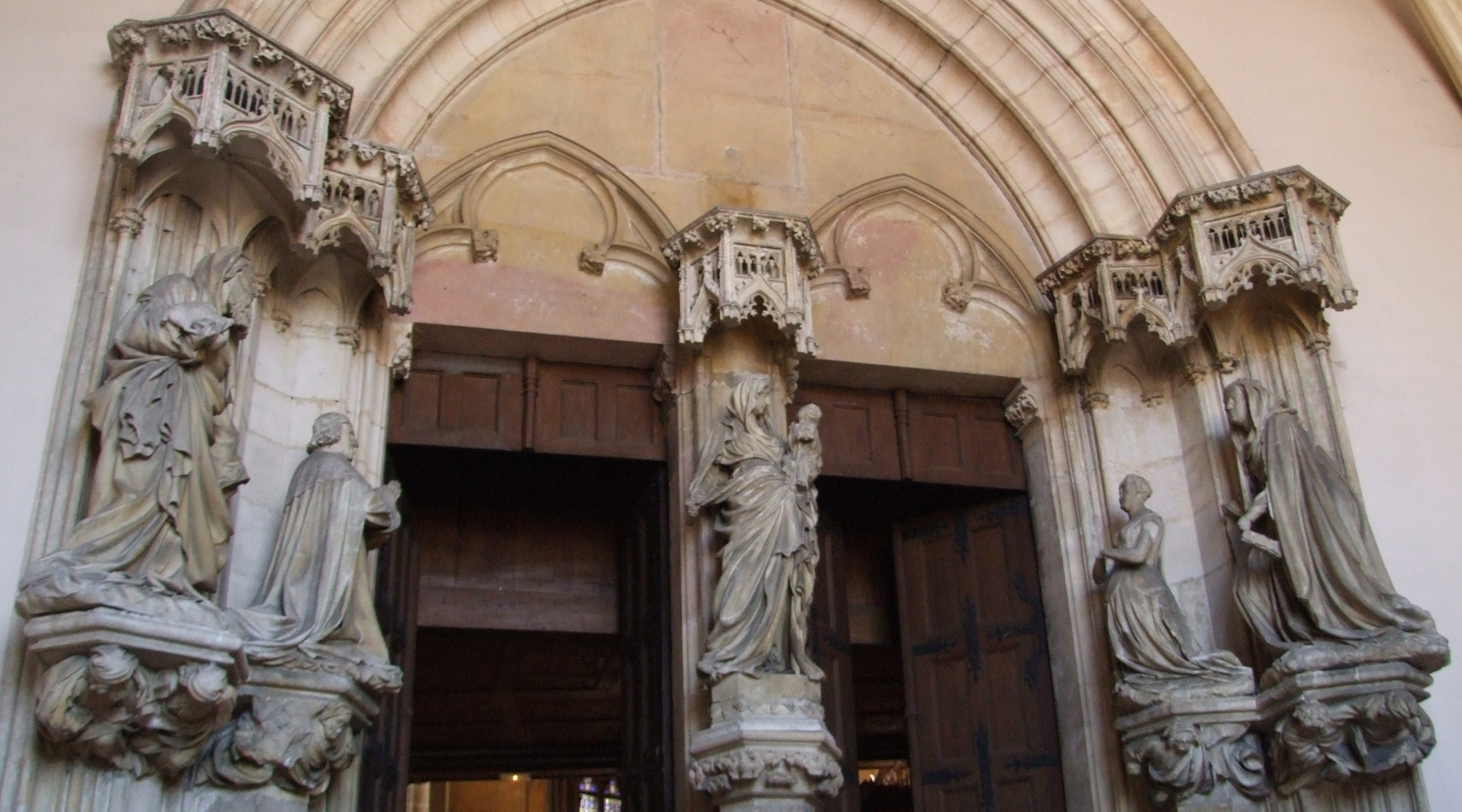
Portal der Chartreuse de Champmol, um 1390
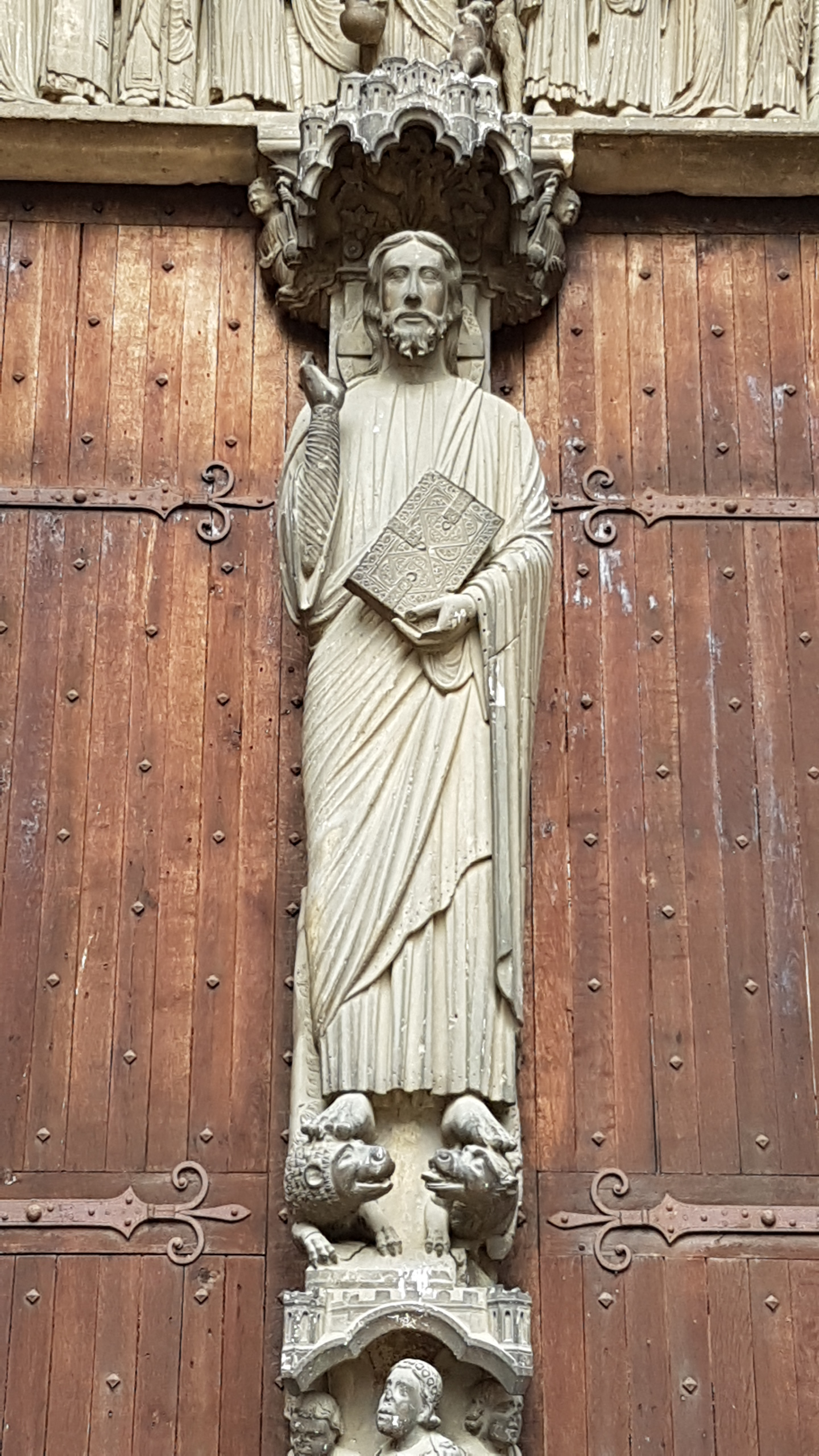
Christusstatue (Beau Dieu) am Trumeaupfeiler des Südquerhauses der Kathedrale von Chartres